# Unser Mann in Havanna (Film)
Unser Mann in Havanna ist die im Jahre 1959 erschienene Verfilmung des gleichnamigen Romans von Graham Greene, der auch das Drehbuch zum Film schrieb. Regie führte Carol Reed.

## Handlung
In Havanna lebt der britische Staubsaugerverkäufer James Wormold mit seiner 17-jährigen Tochter Milly, in die der kubanische Polizeicaptain Segura verliebt ist. Wormold wird eines Tages in einem Café von Hawthorne, einem britischen Geheimagenten, rekrutiert. Dieser will sich die Arbeit sparen, weitere Agenten zu finden und gibt daher diese Aufgabe an Wormold weiter.
Wormold erfindet mit einem Freund neue Agenten, da er selbst niemand für so ein Vorhaben überreden kann. Er zeichnet die Bauteile eines Staubsaugers ab und schickt sie als Grundrisse einer möglichen Superwaffe nach Großbritannien. So wird Kuba für den britischen Geheimdienst immer wichtiger, daher schickt man die Sekretärin Beatrice Severn zu den Wormolds. Wormold versucht, dennoch die Lügen-Fassade aufrechtzuerhalten. 
Durch einen Spitzel in England erfährt ein nicht-britischer Geheimdienst von den angeblichen „Agenten“ und eine Serie echter Todesfälle trifft Einwohner Havanna, welche dieselben Namen haben wie Wormolds „Mitarbeiter“. Wormold fühlt sich von den Geschehnissen überfordert und beichtet alles seiner Sekretärin, in die er sich zwischenzeitlich verliebt hat. Sie soll das Geständnis an die Briten schicken.
Ein Spitzel innerhalb des Geheimdienstes lässt Wormolds Vorgesetzten wissen, dass Wormold vergiftet werden soll. Durch rechtzeitige Information entgeht Wormold dem Attentat und entlarvt den Mörder. Dieser erschießt am nächsten Tag Dr. Hasselbacher, Wormolds langjährigen Freund. Hasselbacher hatte Wormold dazu inspiriert, mit den Lügenmärchen anzufangen, war wahrscheinlich auch in den fremden Geheimdienst involviert und dadurch derjenige, der den britischen Geheimdienst über den Giftanschlag in Kenntnis setzen konnte.
Die Beichte schickt Wormold als letzte Botschaft nach London, erschießt aber noch den Mörder mit der Dienstwaffe Captain Seguras, den er zuvor mit Alkohol und seiner Tochter abgelenkt hat. Nach der Beerdigung Dr. Hasselbachers übergibt Segura Wormold die Ausweisungsbefehle für ihn und seine Tochter, weil er in Wormolds Nähe eine Gefahr für sich selbst sieht – entweder ist Segura kein Agent und fürchtet um sein Leben, weil alle Personen, die Wormold kennt, umgebracht werden, oder er ist ein feindlicher Agent und fürchtet, von Wormold selbst zur Strecke gebracht zu werden. Beim Einstieg in das Flugzeug gibt Segura Wormold noch zwei Patronenhülsen zurück.
Am Ende des Films, im englischen Ministerium, leugnet der Admiral allerdings, die Beichte Wormolds erhalten zu haben, da er ansonsten zugeben müsste, von einem Staubsaugerverkäufer getäuscht worden zu sein. Anhand von Testergebnissen, die er selbst erfunden hat, behauptet er, dass die Superwaffe ein Fehlschlag sei und demontiert wurde und er somit zufrieden sei. Damit verliert Wormolds Stelle in Kuba an Dringlichkeit, und er soll dank seiner ausgezeichneten Arbeit für einen Orden empfohlen werden. Weiterhin soll Wormold sein Wissen als Lehrer für Spionage in England weitergeben.

## Kritik
Die Besetzung des Films ist wie stets bei Carol Reed mit größtem Fingerspitzengefühl ausgesucht worden. Alec Guinness umgibt die Rolle des Wormold mit einer Aura von listiger Harmlosigkeit, und Noel Coward drückt alle Nuancen aus, deren englische Selbstironie fähig ist. Schauspielerisch der gefährlichste Konkurrent für Guinness ist jedoch Burl Ives, der die Rolle des Auslandsdeutschen Dr. Hasselbacher verkörperte. In einer kleinen, aber erschütternden Szene überrascht Mr. Wormold seinen alten Freund in einer alten deutschen Uniform aus der Kaiserzeit, die sich der Doktor angezogen hat, um sich an entschwundene Zeiten zu erinnern. Es ist eine Szene, die in deutschen Filmen kitschig geraten würde und die meisten englischen Regisseure boshaft werden ließe. Deutscher plus Uniform gleich Militarismus! Nichts dergleichen bei Carol Reed. Beim englischen Publikum hätte eine alte englische Garde-Uniform keine größeren Emotionen auslösen können. […] Die Welt produziert jährlich etwa 800 Spielfilme. Wenn davon etwa dreißig über den Durchschnitt ragen, können wir uns beglückwünschen. „Unser Mann in Havanna“ ist einer der besten Filme dieses Jahres. Anfang 1960 wird er auch in der Bundesrepublik anlaufen. Es ist kein Riesen-Super-Galafilm, aber ein witziger und weiser Film. Und da es ein britischer ist, kann man den englischen Filmherstellern viele ihrer Sünden vergeben.
Die Zeit vom 18. Dezember 1959
Der dritte Mann des „Dritter Mann“ -Teams Carol Reed/Graham Greene ist diesmal nicht Orson Welles, sondern Alec Guinness. Dementsprechend geht es in diesem Film nicht dämonisch, sondern vorwiegend satirisch zu. […] Leider begnügten sich die Produzenten nicht mit parodistischer Lustbarkeit, sondern flochten dem Greeneschen Hang fürs Hintersinnige zuliebe den Nachweis ein, daß aus solch leichtfertigen Spielen oft blutiger Ernst wird. Der (klimatisch gut angepaßte) Film schwankt daher zwischen zwei Tonarten, die nicht zusammenklingen. Eindrucksvoller als Alec Guinness in der Titelrolle: der schauspielernde Bühnenautor Noel Coward in der Rolle des düpierten Geheimdienst-Anwerbers.; 
Der Spiegel vom 9. März 1960

## Auszeichnungen
Der Film wurde für den Golden Globe Award nominiert.

„Carol Reed hat mit diesem Film und dem dritten Mann wieder mal die Buchvorlage sehr gut wiedergegeben.“

## Nachwirkungen
Unter dem Titel Der Schneider von Panama wurde 2001 eine Variation dieses Stoffes verfilmt.